# Gens Accia
Este artículo es sobre la familia romana. Para otro uso, véase Accio.
La gens Accia fue una familia romana de la República tardía. La gens es conocida sobre todo por dos individuos, Lucio Accio, un liberto y poeta trágico del siglo II a. C., y Tito Accio, un eques que en el año 66 a. C. emprendió la persecución de Aulo Cluencio Hábito, defendido por Cicerón en el discurso Pro Cluentio.
Ambos procedían de la ciudad de Pisauro en Umbría, lo que sugiere que la gens era de origen umbro. No se sabe si Tito Accio era un descendiente del poeta, o de la familia que lo había dado la libertad.
Otros representantes de esta gens de época imperial fueron:
- Accio Juliano, consul suffectus en año incierto.[2]
- Lucio Accio Juliano Asclepiano, vir clarissimus y consul suffectus en año incierto.[3]